# Тет-а-тет (мебел)
Вижте пояснителната страница за други значения на Тет-а-тет.
Тет-а-тет (на френски: tête à tête – глава срещу глава, един срещу друг), също виз-а-ви (vis-à-vis – лице срещу лице) или канапе-а-конфидан (canapé à confidents – канапе за конфидентни) е двойно канапе, кресло или градинска пейка, която позволява на 2 души да водят разговор, без да се налага да си обръщат главите, за да се виждат.
Този вид мебел се появява в края на XVIII век във Франция. Много популярен е през XIX век, особено през Викторианската епоха.
Седалките могат да бъдат отделени с масичка.